# Tam Đường (thị trấn)
Tam Đường  là thị trấn huyện lỵ của huyện Tam Đường, tỉnh Lai Châu, Việt Nam.

## Địa lý
Thị trấn Tam Đường có vị trí địa lý:
- Phía đông giáp xã Bình Lư
- Phía tây giáp xã Hồ Thầu và xã Bản Hon
- Phía nam giáp xã Bình Lư
- Phía bắc giáp xã Bình Lư và xã Hồ Thầu.

Thị trấn Tam Đường có diện tích 23,00 km², dân số năm 2004 là 4.456 người, mật độ dân số đạt 194 người/km².

## Lịch sử
Trước năm 2004, huyện lỵ huyện Tam Đường đặt tại thị trấn Phong Thổ cũ.
Ngày 10 tháng 10 năm 2004, Chính phủ ban hành Nghị định 176/2004/NĐ-CP. Theo đó:
- Tách thị trấn Phong Thổ, các xã Nậm Loỏng, Tam Đường và một phần xã Sùng Phài để thành lập thị xã Lai Châu, thị xã tỉnh lỵ tỉnh Lai Châu
- Thành lập thị trấn Tam Đường, thị trấn huyện lỵ huyện Tam Đường trên cơ sở điều chỉnh 2.300 ha diện tích tự nhiên và 4.456 người của xã Bình Lư.

Sau khi thành lập, thị trấn Tam Đường có 2.300 ha diện tích tự nhiên, dân số là 4.456 người.